# 超级科学故事

创刊号封面

《超级科学故事》（英語：Super Science Stories）是流行出版社1940至1943年和1949至1951年发行的美国纸浆科幻杂志。流行出版社在旗下用于经营低档杂志的子品牌推出新刊物，稿酬起初只有每字半美分。1939年下半年，年仅19岁的弗雷德里克·波爾获聘担任主编，科幻姐妹杂志《惊人故事》也是他负责。波尔在1941年中期离职，奥尔登·诺顿接手，但几个月后又回聘波尔协助。流行出版社给波尔的预算很低，所以寄来的大部分作品曾被退稿，导致很难获得好文章，但波尔早期还是从科幻爱好者组织未来派作家取得不少优异作品。
杂志起初颇为热销，出版社在一年内就小幅提升波尔掌握的预算，以便他偶尔向作家支付奖励。部分小说是波尔本人创作，一来填补空缺，二来补充他的收入。杂志投搞作家不乏日后的成名人物，如艾萨克·阿西莫夫和羅伯特·海萊因。1943年初波尔参军后，战时纸张短缺导致杂志停止出版。首轮发行的最后一期是1943年5月刊。1949年，《超级科学故事》重现市场，埃勒·雅各布森主编，此轮出版包含大量转载文章，坚持三年后于1951年停刊，最后一期是8月号。加拿大发行转载版杂志，内容都是重印首轮美国版《超级科学故事》和《惊人故事》，但特殊之处在于偶尔也有原创小说。第二轮美国杂志除加拿大版外还有英国版。
《超级科学故事》所获评价一般，从未进入业内领先水平，但科幻史学家和评论家对所刊作品不无好评。科幻史学家雷蒙德·汤普森觉得文章品质不一，但仍是20世纪40年代的优秀杂志。评论家布莱恩·斯坦伯福德和彼得·尼科尔斯称《超级科学故事》“是重要的训练场”，历史地位高于文章水准。

## 出版史
科学文学在20世纪20年代前就开始出版，但起初没有独立发行，直到1926年雨果·根斯巴克推出历史上第一本纯科幻纸浆杂志《惊奇故事》才改变局面。到了30年代末，科幻杂志市场呈现井喷，新品在1939年如雨后春笋般涌现。科幻爱好者弗雷德里克·波爾对写作很有抱负，他拜访《惊奇科学故事》和《动态科学故事》（Dynamic Science Stories）主编罗伯特·埃里斯曼（Robert Erisman）求职。埃里斯曼手头没有空闲职位，但告诉波尔业内领先的纸浆杂志发行商流行出版社（Popular Publications）正要新发低稿酬杂志，可能有兴趣新增科幻杂志。1939年10月25日，年仅19岁的波尔前往流行出版社拜访罗杰斯·特里尔（Rogers Terrill）且马上获聘，周薪十美元，主编《超级科学故事》和《惊人故事》（Astonishing Stories）两本杂志。《超级科学故事》计划刊登长篇，《惊人故事》专注短篇，《超级故事》1941年3月更名《超级科学小说杂志》（Super Science Novels Magazine）反映政策定位，但仅三期后就换回《超级科学故事》。
| | 一  | 二  | 三  | 四 | 五  | 六 | 七  | 八  | 九  | 十 | 十一 | 十二 |
| --- | --- | --- | --- | -- | --- | -- | --- | --- | --- | -- | ---- | ---- |
| 1940 |     |     | 1/1 |    | 1/2 |    | 1/3 |     | 1/4 |    | 2/1  |      |
| 1941 | 2/2 |     | 2/3 |    | 2/4 |    |     | 3/1 |     |    | 3/2  |      |
| 1942 |     | 3/3 |     |    | 3/4 |    |     | 4/1 |     |    | 4/2  |      |
| 1943 |     | 4/3 |     |    | 4/4 |    |     |     |     |    |      |      |
| 《超级科学故事》首轮出版详细信息，左侧是年份，上方是月份，其他数字代表“卷 号/期数”，背景色代表主编，蓝色是弗雷德里克·波尔，橙色是奥尔登·诺顿。 |     |     |     |    |     |    |     |     |     |    |      |      |

流行出版社对新科幻杂志的销量没把握，决定用旗下专门经营低稿酬杂志的子品牌经营。《超级科学故事》创刊号标志时间1940年3月，与《惊人故事》一样是双月刊但出版月份错开。据波尔的回忆录记载，公司业主哈里·斯泰格（Harry Steeger）为《惊人故事》定下的预算为：“275美元小说稿费，100美元黑白插图，30美元封面插图”；《超级科学故事》要多16页，所以在上述基础上增加50美元，每期455美元。这样波尔能够支付的稿酬仅每字半美分，远低于业界领先水平。波尔资源有限，但《超级科学故事》销量甚佳，流行出版社在纸浆杂志领域地位崇高，拥有发达的销售网，对发行不无小补。斯泰格很快提高波尔的预算，为读者青睐的小说发奖金。波尔当时向老板保证，增加预算能提升稿件档次，但据他后来回忆，自己对此实在没把握。成名已久的雷·卡明斯（Ray Cummings）曾亲自拜访波尔并递交作品，但他能接受的最低稿酬是每字一美分，波尔此时正好剩有预算。波尔本人不喜欢卡明斯投稿的作品，但他实在没法对这样的名家退稿，甚至不好意思明言付不起他要求的稿费。波尔在回忆录中表示：“一连几个月他都准时卖新小说给我，每篇我都很讨厌，但全都买了。”
为应对预算不足，波尔设法减少需要小说填补的空白，例如占据数页的读者来信专栏，或是为流行出版社其他杂志刊登广告，这些就不需要稿费。部分作家发来的稿件所报字数不准确，出版社工作人员于是亲自点数，无论实际字数超过还是不及作者报数，都按偏少的数量支付稿酬，此法为每期杂志节省40到50美元。杂志还从已经买来的黑白插图中剪裁部分内容填补空白，因为买来的画作不管用几次都无需向作者支付额外费用。
流行出版社在1940年某个时间把波尔的酬劳翻倍（每周20美元），1941年6月他又拜访斯泰格要求加薪，打算公司不加薪就辞职当自由撰稿人。斯泰格不同意，波尔后来回忆：“我始终不能肯定当时到底是辞职还是被炒”。流行出版社没有另招主编，而是安排总编辑奥尔登·诺顿（Alden H. Norton）一并负责。七个月后，诺顿又邀请波尔回归协助。诺顿请波尔当副主编并支付35美元周薪，比之前当主编高得多，波尔欣然同意。
已婚的波尔本来无需服役，但他在1942年结束前离婚并决定参军。此时部队暂不接受自愿入伍，他后在1943年4月1日加入陆军。战争导致纸张供应紧张，流行出版社决定停办《超级科学故事》，1943年4月的最后一期是在埃勒·雅各布森（Ejler Jakobsson）协助下完成。
| | 一  | 二 | 三  | 四  | 五  | 六  | 七  | 八  | 九  | 十 | 十一 | 十二 |
| --- | --- | -- | --- | --- | --- | --- | --- | --- | --- | -- | ---- | ---- |
| 1949 | 5/1 |    |     | 5/2 |     |     | 5/3 |     | 5/4 |    | 6/1  |      |
| 1950 | 6/2 |    | 6/3 |     | 6/4 |     | 7/1 |     | 7/2 |    | 7/3  |      |
| 1951 | 7/4 |    |     | 8/1 |     | 8/2 |     | 8/3 |     |    |      |      |
| 《超级科学故事》第二轮出版详细信息，左侧是年份，上方是月份， 其他数字代表“卷号/期数”，主编全部是埃勒·雅各布森。 |     |    |     |     |     |     |     |     |     |    |      |      |

1948年末，美国已进入第二波科幻出版热潮，流行出版社决定重推《超级科学故事》。据雅各布森回忆，当时他在休假，正在湖内游泳，离电话还有八公里远：“骑单车的男孩在湖边喊：‘打电话给你办公室’。”电话接通后，诺通说杂志恢复发行，交给雅各布森主编。当时在流行出版社工作的《达蒙·奈特（Damon Knight）担任副主编，但杂志上没标他的名字。此轮发行共坚持近三年，但纸浆杂志市场已经式微。奈特1950年离职主编《超越世界》（Worlds Beyond），雅各布森无法说服杂志社继续坚持，《超级科学故事》1951年8月号出版后停刊。

## 内容和评价
稿费太低导致《超级科学故事》第一年接到的大部分文章都曾被退稿。波尔是科幻爱好者组织未来派作家（Futurians）成员，同好包括艾萨克·阿西莫夫、西里尔·科恩布鲁斯（Cyril M. Kornbluth）、理查德·威尔逊（Richard Wilson）和唐纳德·沃尔海姆（Donald Wollheim），他们渴望以写作为职业，乐于把作品拿给波尔发表。未来派作家创作效率很高，波尔主编两本杂志的头一年就从他们手中买下15部小说。主编还亲自创作，大部分情况下是与其他未来派作家合作。特别是在1940年8月与多丽丝·鲍姆加特（Doris Baumgardt）结婚后，波尔的薪水基本只够付房租，他开始靠写作增加收入，有些就刊登在自己主编的杂志上，有时还向其他杂志投稿。1941年1月《超级科学故事》刊登的《冰上居民》（The Dweller in the Ice）是波尔发行的第一部纯自创小说，不过20世纪50年代前他发表的作品都只署笔名。
1940年3月的创刊号刊有詹姆斯·布莱什（James Blish）发表的第一篇小说《紧急加油》（Emergency Refueling），另有约翰·罗素·费恩（John Russell Fearn）的两篇小说（其中一篇署笔名“桑顿·艾尔”），弗兰克·贝尔纳普·隆（Frank Belknap Long）、罗斯·罗克林（Ross Rocklynne）、雷蒙德·加伦（Raymond Gallun）、哈尔·文森特（Harl Vincent）和迪恩·奥布赖恩（Dean O'Brien）的小说，还有科恩布鲁斯署笔名加布里埃尔·巴克莱（Gabriel Barclay）的诗歌《火箭之歌》（The Song of the Rocket）。布莱什登在本杂志上最有名的作品是《沉没宇宙》（Sunken Universe），署笔名亚瑟·梅林（Arthur Merlyn），1942年5月刊载。《沉没宇宙》后来并入《表面张力》（Surface Tension），是布莱什的名篇。雷·布萊伯利、查得·奥利弗（Chad Oliver）和威尔逊·塔克（Wilson Tucker）都在《超级科学故事》发表处女作，其中布莱伯利的《钟摆》（Pendulum）是诺顿买下，刊载在1941年11月的杂志上；塔克以1941年5月刊载的《星际中转站》（Interstellar Way Station）拉开写作生涯序幕；奥利弗的处女作《失物之乡》（The Land of Lost Content）登上1950年11月《超级科学故事》。阿西莫夫共在本杂志发表四篇作品，其中第一篇是《罗比》（Robbie），是《机器人》系列小说开山之作，刊登时的题目是《奇异玩伴》（Strange Playfellow）。
大部分投向《超级科学故事》的文章都曾被《惊人科幻小说》等高稿酬杂志退稿，但据波尔的回忆录记载，《惊人科幻小说》主编約翰·W·坎貝爾偶尔会把高产作家的优秀作品送给他，因为坎贝尔觉得读者不希望每期杂志都看到同一人的作品。1941年3月杂志上里昂·斯普拉格·德坎普（L. Sprague de Camp）的《人属》（Genus Homo），1940年5月和11月羅伯特·海萊因的《要有光》（Let There Be Light）与《失落的遗产》（Lost Legacy）都是这样得来，波尔认为这些小说“不管放到哪本杂志都是好作品”。波尔还记得坎贝尔因稍有涉及性爱拒收海莱因的部分小说，《要有光》便是如此，《超级科学故事》刊登后的确有读者投诉，其中一封来信写道：“如果你以后继续刊登《要有光》这样故作世故复杂姿态、其实毛都没长齐的幼稚玩意儿，你应该把杂志改名《淘气未来情趣》（Naughty Future Funnies）”。
加拿大版《超级科学故事》比美国原版的发行周期长，杂志在美国复刊后就有部分作品是转载加拿大版，其中包括流行出版社1943年初停办《超级科学故事》和《惊人故事》时已经购买但尚未刊登的11篇小说，如亨利·库特纳的《黑太阳升起》（The Black Sun Rises）、布莱伯利的《然后——沉默》（And Then – the Silence）、布莱什的《捆绑皇冠》（The Bounding Crown）。1950年中期杂志开始转载，引来部分读者投诉，其中一封来信指出，1950年11月重印的《沉没宇宙》比之前首发时更好，这实在令人恼火。流行出版社于1941年收购蒙西公司的《著名奇幻懸疑》，《超级科学故事》复刊后还转载该杂志小说。
部分原创小说颇受好评。科幻史学家雷蒙德·汤普森（Raymond Thompson）对布莱伯利发表在1949年11月杂志上的《不可能》（The Impossible）青眼有加，觉得该文入木三分地“描绘人想要实现相互冲突的希望和梦想……令人久久难以释怀”，该文后来收入布莱伯利的著作《火星紀事》。汤普森还很喜欢1951年8月最后一期杂志上刊载的波尔·安德森早期小说《终端探索》（Terminal Quest），以及1950年3月杂志上亞瑟·查理斯·克拉克的《永世流亡》（Exile of the Eons）。此外，约翰·麦克唐纳（John D. MacDonald）的作品也颇受好评。
《超级科学故事》的书评比同类杂志标准高，科幻史学家保罗·卡特（Paul Carter）声称，《惊人故事》与《超级科学故事》“首次将书评档次提升到堪称‘文学批评’水平”，还称“正是这两本杂志开创关注舞台和银幕科幻的传统”。杂志插图颇为业余，后来虽有改善，但即便是维吉尔·芬莱（Virgil Finlay）与劳伦斯·史蒂文斯（Lawrence Stevens）这类知名画家都在创作机器人或外星人威胁半裸女子的俗套作品。1950年9月《超级科学故事》的封面由范东根（H. R. van Dongen）创作，这是他发表的第一张科幻图作。范东根此后非常高产，许多作品在《惊人科幻小说》刊登。
科幻史学家麦克·阿什利（Mike Ashley）认为《超级科学故事》比《惊人故事》略佳，“两者都证明优秀编辑在预算不高的情况下仍能有所作为”。科幻评论家家布莱恩·斯坦伯福德（Brian Stableford）和彼得·尼科尔斯（Peter Nicholls）认为《超级科学故事》“是重要的训练场”，历史地位高于文章水准。

## 书目详细信息
《超级科学故事》均由流行出版社出版，其中首轮以“小说家”（Fictioneers）子品牌发行，弗雷德里克·波尔主编前九期（1940年3月至1941年8月），奥尔登·诺顿接手后主编七期（1941年11月至1943年5月）。1949年1月复刊到1951年8月停刊，全部15期都是埃勒·雅各布森主编。刊物始终保持纸浆杂志尺寸，刚面世时128页，要价15美分，1941年3月增至144页并涨价五美分，1943年5月恢复128页，价格反而升至25美分。第二轮发行始终是112页，定价25美分。除1941年三至八月发行的三期更名《超级科学小说杂志》外，其他各期保持原名。各期分卷保持规则，前七卷均为四期，最后一卷三期。杂志前八期是双月刊（1940年3月至1941年5月），此后改成季刊，第二轮发行时从1949年7月起改回双月刊，但1951年第二期延迟一个月。

### 加拿大和英国版
| | 一 | 二   | 三 | 四   | 五 | 六   | 七 | 八   | 九 | 十   | 十一 | 十二 |
| --- | -- | ---- | -- | ---- | -- | ---- | -- | ---- | -- | ---- | ---- | ---- |
| 1942 |    |      |    |      |    |      |    | 1/1  |    | 1/2  |      | 1/3  |
| 1943 |    | 1/4  |    | 1/5  |    | 1/6  |    | 1/7  |    | 1/8  |      | 1/9  |
| 1944 |    | 1/10 |    | 1/11 |    | 1/12 |    | 1/13 |    | 1/14 |      | 1/15 |
| 1945 |    | 1/16 |    | 1/17 |    | 1/18 |    | 1/19 |    | 1/20 |      | 1/21 |
| 加拿大版《超级科学故事》出版详细信息，左侧是年份，上方是月份，其他数字代表“卷号/期数”，主编全部是奥尔登·诺顿。 |    |      |    |      |    |      |    |      |    |      |      |      |

1940年，加拿大因《战争交换保护法》（War Exchange Conservation Act）禁止进口纸浆杂志。流行出版社多伦多分社1942年1月推出加拿大版《惊人故事》，共发行三期双月刊，其中两期重印美国版同名杂志，一期重印《超级科学故事》。加拿大版1942年8月更名《超级科学故事》，编号从第一卷第一号重新开始，所以目录学家往往认为这是新杂志，但在许多方面两者完全相同，例如主编都是奥尔登·诺顿。加拿大版定价一直是15美分并坚持双月刊周期，最后一期是1945年12月号，21期均为同一卷。
加拿大版各期内容与美国版《惊人故事》或《超级科学故事》对应，例如加拿大版前两期的内容就分别来自1942年2月的《超级科学故事》和同年六月的《惊人故事》。如此持续十期后，1944年4月的第11期除重印美国版小说外还有两篇首发原创小说，都是美国版停办前已经购买但尚未刊登的作品。加拿大版《超级科学故事》共刊登11篇原创小说，后期杂志还包含不少转载《著名奇幻懸疑》的文章，为此杂志1944年12月更名《超级科学和奇妙故事》（Super Science and Fantastic Stories）。画作同样大部分源自美国版，但也有原创作品，估计是加拿大画家创作。此外无论读者来信还是其他栏目都完全重印美国版。
|                                                                               | 一 | 二 | 三 | 四 | 五 | 六 | 七 | 八 | 九 | 十 | 十一 | 十二 |
| ----------------------------------------------------------------------------- | -- | -- | -- | -- | -- | -- | -- | -- | -- | -- | ---- | ---- |
| 1949                                                                          |    |    |    |    |    |    |    |    |    | 1  |      |      |
| 1950                                                                          |    | 2  |    |    |    | 3  |    |    | 1  |    |      |      |
| 1951                                                                          | 2  |    |    | 3  |    | 4  |    | 5  |    |    | 6    |      |
| 1952                                                                          |    |    | 7  |    |    | 8  | 9  |    | 10 |    | 11   |      |
| 1953                                                                          |    | 12 |    | 13 |    | 14 |    |    |    |    |      |      |
| 英国版《超级科学故事》出版详细信息，左侧是年份，上方 是月份，其他数字是期数。 |    |    |    |    |    |    |    |    |    |    |      |      |

1949年《超级科学故事》在美国复刊，加拿大版随即跟进，内容和美国版完全相同。索普与波特公司（Thorpe & Porter）1949年10月推出英国版，共发行三期但都没有标示发行月份和期号，另外两期分别是1950年2月和6月面世，内容分别取自1949年1月和12月，以及1950年1月的美国版。三期均为96页，定价一先令。第二版由彭伯顿公司发行，只有64页，定价一先令，同样没有标示发行月份。
两个英国版刊登的内容与美国版相比有删节，杂志标题也和美版相同，所以绝大多数是《超级科学故事》，仅1953年4月是《超级科学小说杂志》。
| 编号        | 英国发行时间 | 对应美国杂志 |
| ----------- | ------------ | ------------ |
| 1（无编号） | 1949年10月   | 1949年1月    |
| 2（无编号） | 1950年2月    | 1949年11月   |
| 3（无编号） | 1950年6月    | 1950年1月    |
| 1           | 1950年9月    | 1949年4月    |
| 2           | 1951年1月    | 1950年9月    |
| 3           | 1951年4月    | 1950年11月   |
| 4           | 1951年6月    | 1951年1月    |
| 5           | 1951年8月    | 1951年4月    |
| 6           | 1951年11月   | 1951年6月    |
| 7           | 1952年3月    | 1951年8月    |
| 8           | 1952年6月    | 1943年5月    |
| 9           | 1952年7月    | 1943年2月    |
| 10          | 1952年9月    | 1942年8月    |
| 11          | 1952年11月   | 1942年11月   |
| 12          | 1953年2月    | 1942年5月    |
| 13          | 1953年4月    | 1941年5月    |
| 14          | 1953年6月    | 1941年11月   |